# Gabriel Silberstein
Gabriel Silberstein Ortiz (Neumünster, Alemania, 17 de octubre de 1974) es un ex-tenista chileno.
En su carrera deportiva, logró un título: en singles en el challenger de Ribeirão. Defendiendo a Chile por Copa Davis, tuvo un récord favorable en singles de 8-6 y en dobles de 3-3.
Se retiró por una lesión en la espalda a los 23 años y entró a la Universidad Diego Portales donde estudió Ingeniería Comercial. 
En 2004 entró a trabajar a la empresa de tintas industriales Hubergroup donde estuvo por 8 años y alcanzó la responsabilidad de desarrollar el negocio de tintas líquidas para toda Sudamérica. 
En 2012 entró a la compañía Sunchemical a cargo de la operación en Chile hasta el año 2016 donde sale de la compañía para formar junto a Sebastián Cherniavsky la empresa ALETA dedicada a la exportación e importación de seafood.

## Títulos (1)

### Individuales (1)
| Leyenda                |
| Grand Slam (0)         |
| Tennis Masters Cup (0) |
| ATP Masters Series (0) |
| ATP Tour (0)           |
| Challengers (1)        |

| N.º | Fecha               | Torneo           | Superficie    | Oponente en la final | Resultado |
| --- | ------------------- | ---------------- | ------------- | -------------------- | --------- |
| 1.  | 3 de agosto de 1992 | Ribeirao, Brasil | Tierra batida | Mario Tabares (Cuba) | 7-6 7-6   |

### Finalista en individuales (2)
- 1995: Bogotá (pierde ante Jerome Golmard)
- 1996: Oberstaufen (pierde ante Jens Knippschild)

### Dobles (0)
| Leyenda                |
| Grand Slam (0)         |
| Tennis Masters Cup (0) |
| ATP Masters Series (0) |
| ATP Tour (0)           |
| Challengers (0)        |

### Finalista en dobles (2)
- 1994: Weiden
- 1995: Santiago